# Hall of the Mountain King
Hall of the Mountain King é o quarto álbum da banda de heavy metal Savatage, lançado em 1987. Foi o primeiro álbum a ter a capa desenhada pelo artista Gary Smith, que era responsável pelos desenhos na guitarra de Criss Oliva na época. Hall of the Mountain King chegou à  posição 116 na Billboard 200. Em 2017 e 2019, respectivamente, o Loudwire e a Metal Hammer o elegeram como o 22º e o 8º melhor disco de power metal de todos os tempos.

## Faixas
| N.º | Título                         | Compositor(es)                                             | Duração |  |
| 1.  | "24 Hours Ago"                 | Jon Oliva, Criss Oliva, Johnny Lee Middleton, Paul O'Neill | 4:56    |  |
| 2.  | "Beyond the Doors of the Dark" | J. Oliva                                                   | 5:07    |  |
| 3.  | "Legions"                      | C. Oliva, J. Oliva                                         | 4:57    |  |
| 4.  | "Strange Wings"                | C. Oliva, J. Oliva, O'Neill                                | 3:45    |  |
| 5.  | "Prelude to Madness"           | Edvard Grieg, C. Oliva, O'Neill                            | 3:13    |  |
| 6.  | "Hall of the Mountain King"    | C. Oliva, J. Oliva, Middleton, O'Neill                     | 5:35    |  |
| 7.  | "The Price You Pay"            | C. Oliva, J. Oliva, Steve Wacholz                          | 3:51    |  |
| 8.  | "White Witch"                  | C. Oliva, J. Oliva                                         | 3:21    |  |
| 9.  | "Last Dawn"                    | C. Oliva                                                   | 1:07    |  |
| 10. | "Devastation"                  | C. Oliva, J. Oliva                                         | 3:37    |  |

## Créditos
Band members
- Jon Oliva – vocal e piano
- Criss Oliva – guitarra
- Johnny Lee Middleton – baixo
- Steve Wacholz – bateria

Participações
- Robert Kinkel – teclado
- Ray Gillen – backing vocals em "Strange Wings"
- Chris Caffery – guitarra (em shows)

Produção
- Paul O'Neill – produção, arranjos com Savatage
- James A. Ball – engenheiro
- Joe Henahan – engenheiro assistente
- Jack Skinner – masterizado no Sterling Sound, New York